# Zaroślak wąsaty
Zaroślak wąsaty (Atlapetes albofrenatus) – gatunek małego ptaka z rodziny pasówek (Passerellidae). Występuje w Kolumbii i Wenezueli. Jest uznawany za gatunek najmniejszej troski.

## Systematyka
Gatunek ten po raz pierwszy zgodnie z zasadami nazewnictwa binominalnego opisał francuski ornitolog Auguste Boissonneau w 1840 roku na łamach „Revue Zoologique, par la Société Cuvierienne”. Autor nadał mu nazwę Tanagra (Arremon) albo-frenatus, a jako miejsce typowe podał Bogotę w Kolumbii.
Obecnie (2024) systematyka zaroślaka wąsatego nadal jest sporna. Tradycyjnie wyróżnia się dwa podgatunki:
- A. (a.) meridae (Sclater, P.L. & Salvin, 1871) – zaroślak wenezuelski
- A. (a.) albofrenatus (Boissonneau, 1840) – zaroślak wąsaty.

Niektórzy autorzy, w tym Międzynarodowy Komitet Ornitologiczny i BirdLife International, traktują zaroślaka wenezuelskiego jako odrębny gatunek (Atlapetes meridae).

### Etymologia
- Atlapetes: połączenie słowa Atlas z gr. πετης petēs – „lotnik”, πετομαι petomai – „latać”[15].
- albofrenatus: łac. albus – „biały”; łac. frenat – „uzda, wędzidełko”[16].

## Morfologia
Nieduży ptak ze średniej wielkości, grubym u nasady dziobem w kolorze czarnym. Szczęka i żuchwa są lekko zakrzywione. Tęczówki z odcieniem od kasztanowego do ciemnoczerwonego lub ciemnobrązowego. Nogi od brązowawych do różowoszarych. U podgatunku nominatywnego głowa czarna z jasną kasztanowo-rudawą koroną rozciągającą się od czarnego czoła do karku. Od nasady dzioba rozciągają się białe wąskie paski zakrzywione wzdłuż policzków. Na podgardlu i gardle wyraźna biała plama. Górne części ciała: grzbiet, skrzydła i ogon oliwkowozielone. Dolne partie ciała jaśniejsze, cytrynowożółte z oliwkowymi przybrudzeniami po bokach i na zadzie. Obie płcie są do siebie podobne. Podgatunek A. (a.) meridae ma czapeczkę rozciągającą się od nasady dzioba do karku, szersze białe wąsy, podgardle i gardło cytrynowożółte.
Długość ciała z ogonem 17,5–18 cm; masa ciała około 30 g.

## Zasięg występowania

Zasięg występowania podgatunku meridae

Zaroślak wąsaty występuje tylko na niewielkim obszarze w północnej części Ameryki Południowej. Poszczególne podgatunki występują w:
- A. (a.) meridae – w Andach kolumbijskich od departamentu Norte de Santander na południe do departamentu Cundinamarca;
- A. (a.) albofrenatus – w górach Cordillera de Mérida w stanie Mérida i wschodniej części stanu Táchira w zachodniej Wenezueli. Występuje m.in. w parkach narodowych Sierra de La Culata, Sierra Nevada i General Juan Pablo Peñaloza[6][17].

A. (a.) albofrenatus (zaroślak wąsaty) jest zatem podgatunkiem endemicznym dla Kolumbii, a jego zasięg występowania (EOO, Extent of Occurrence) według szacunków organizacji BirdLife International obejmuje około 38,3 tys. km². Natomiast podgatunek A. (a.) meridae (zaroślak wenezuelski) jest endemitem Wenezueli. Jego zasięg występowania według szacunków organizacji BirdLife International obejmuje około 10,5 tys. km².

## Ekologia
Jego głównym habitatem są obrzeża, dolne i środkowe warstwy lasów wilgotnych, lasów karłowatych oraz lasów z przewagą dębów. Preferuje regenerujące się przecinki leśne i pobocza dróg z gęstymi skupiskami paproci i bambusów. Występuje na wysokościach od 1500 do 2500 m n.p.m., czasami niżej – do 1000 m n.p.m.

### Rozmnażanie
Nie ma wielu informacji o rozmnażaniu tego gatunku. Wszystko co wiadomo, to wnioski z obserwacji młodych ptaków, które były spotykane w styczniu w Boyacá w Kolumbii i w sierpniu w Perijá w Wenezueli; podloty obserwowano w maju i czerwcu w stanie Mérida w Wenezueli.

## Status
W Czerwonej księdze gatunków zagrożonych IUCN od 2016 roku zaroślak wąsaty i zaroślak wenezuelski (A. a. meridae) klasyfikowane są jako osobne gatunki; oba zaliczane są do kategorii najmniejszej troski (LC – Least Concern). Liczebność populacji tych taksonów nie została oszacowana, ale ptaki te opisywane są jako dość pospolite. Ze względu na brak dowodów na spadki liczebności bądź istotne zagrożenia dla tych ptaków BirdLife International ocenia trend liczebności ich populacji jako stabilny.